# Ебервин I фон Бентхайм
Ебервин (Евервин) I фон Бентхайм (на немски: Eberwin (Everwin) I. Graf von Bentheim; * 1397; † 4 или 6 март 1454) от фамилията Гьотерсвик е граф на Графство Бентхайм и господар на Щайнфурт.

## Произход и наследство
Той е син на Арнолд III фон Гьотерсвик († 1403) и съпругата му Матилда фон Райфершайд-Бедбург († сл. 1445), внучка на Йохан IV фон Райфершайд († 1366), дъщеря на Райнхард фон Райфершайд-Бедбург-Гладбах, байлиф на Цюлпих († 1388) и Мария фон Лооц († 1408).дъщеря на Райнхард фон Райфершайт-Бедбур-Гладбах († 1388) и Мария фон Лооц († 1408). Внук е на Евервин IV фон Гьотерсвик († 1378) и Хедвиг фон Бентхайм († сл. 1371), дъщеря на граф Йохан II фон Бентхайм († 1333) и Матилда фон Липе († 1366). Потомък е на Арнолд I фон Гьотерсвик († сл. 1228) и съпругата му фон Гемен. Майка му Матилда фон Райфершайт се омъжва втори път ок. 1405 г. за граф Вилхелм фон Зафенберг-Нойенар († 1424/1432).
През 1421 г. Ебервин I наследява графството Бентхайм от чичо му граф Бернхард I фон Бентхайм († 1421). Той става през 1425 г. също господар на Отенщайн и от 1451 г. господар на Щайнфурт.
Той умира през 1454 г. на 57 години и е погребан в Мариенволде. Неговите наследници се разделят на линиите Бентхайм-Щайнфурт и Бентхайм.

## Фамилия
Първи брак: на 28 юни 1404 г. с Мехтилд фон Щайнфурт († 17 март 1420), внучка на Балдуин III фон Щайнфурт († 1394/5), дъщеря на Лудолф VIII фон Щайнфурт († 1421) и Лукард фон Холщайн-Шауенбург († сл. 1412). Нейната леля Перонета († 1404) е съпруга на граф Бернхард I фон Бентхайм († 1421). Те имат една дъщеря:
- Луитгард фон Бентхайм († 21 май 1445), омъжена на 10 ноември 1429 г. за Вилхелм фон дер Леке, господар на Берг-с'Херенберг († 25 ноември 1465)

Втори брак: на 24 май 1435 г. с Гизберта фон Бронкхорст († сл. 1489), наследничка на Отенщайн, дъщеря на Ото фон Бронкхорст († 1458) и Агнес фон Золмс-Браунфелс († 1439). Те имат двама сина:
- Арнолд I фон Бентхайм-Щайнфурт († 16 февруари 1466, убит в битка при Клеве), женен на 29 септември 1458 г. за Катарина фон Гемен († сл. 21 февруари 1502)
- Бернхард II фон Бентхайм († 28 ноември 1472), женен на 14 август 1459 г. за Анна фон Егмонд († 1461/1 септември 1462)